# Oncostoma olivaceum
Oncostoma olivaceum là một loài chim trong họ Tyrannidae.